# Iekaterina Kalachnikova
Pour les articles homonymes, voir Kalachnikova.
Iekaterina Sergueïevna Kalachnikova (en russe : Екатерина Сергеевна Калашникова) est une ancienne joueuse de volley-ball russe née le 24 février 1982. Elle mesure 1,90 m et jouait au poste de centrale.

## Clubs
| Club                      | De        | À         |
| ------------------------- | --------- | --------- |
| Dontchanka Novotcherkassk | 1999-2000 | 1999-2000 |
| Impouls Volgodonsk        | 2000-2001 | 2003-2004 |
| Kazanotchka Kazan         | 2004-2005 | 2007-2008 |
| Indesit Lipetsk           | 2009-2010 | 2009-2010 |
| Oufimotchka Oufa          | 2010-2011 | 2010-2011 |
| Impouls-Sport             | 2011-2012 | 2011-2012 |